# Godefroy Brossay-Saint-Marc
Godefroy Brossay-Saint-Marc, né le 5 février 1803 et mort le 26 février 1878 à Rennes, est le premier archevêque de Rennes.

## Biographie

### Famille
Fils de Godefroy Brossay-Saint-Marc, négociant, et d'Aimée Couarde, Godefroy Brossay-Saint-Marc est né à Rennes le 5 février 1803, au sein d'une honorable famille de la bourgeoisie, par ailleurs propriétaire du château du Boschet à Bourg-des-Comptes. Il est le neveu par alliance de Félix Joseph Marie Vatar.

### Vicaire général du diocèse de Rennes (1834-1841)
Destiné dès son plus jeune âge à la carrière ecclésiastique, Godefroy Brossay-Saint-Marc est ordonné prêtre pour le diocèse de Rennes le 2 avril 1831 par Claude-Louis de Lesquen. Ce dernier le prend pour vicaire général dès 1834 avant que de démissionner de sa charge pour raison de santé, obtenant que Godefroy Brossay-Saint-Marc lui succède sur le siège épiscopal de Rennes en 1841.

### Évêque puis archevêque de Rennes (1841-1875)
Nommé par Louis-Philippe évêque de cette ville 25 février 1841, il reçoit ses bulles pontificales le 12 juillet. Il est sacré le 10 août en la nouvelle cathédrale Saint-Pierre par son prédécesseur ainsi que Jean-Baptiste Bouvier et Jean-François de Hercé, évêques du Mans et de Nantes, en présence de l'archevêque de Calcédoine, de Louis Robert Paysant et Joseph-Marie Graveran, évêques d'Angers et de Quimper.
Ardent orléaniste, il joue localement un rôle politique à la suite de la révolution de 1848, contribuant notamment au rattachement des fidèles de son diocèse à l'Empire. Par là-même, il s'attire la reconnaissance de Napoléon III qui favorise la fondation d'un archevêché à Rennes. La bulle Ubi Premium Placuerit fulminée le 3 janvier 1859 par Pie IX fait de lui le premier métropolitain de Bretagne avec pour évêques suffragants ceux des diocèses de Quimper-Léon, St-Brieuc-Tréguier et Vannes. 
Il favorise et contribue pécuniairement à la reconstruction ou à la restauration de nombreuses églises du diocèse, particulièrement la cathédrale de Rennes qu'il transforme en basilique romaine. Par ailleurs, son frère, Édouard Brossay-Saint-Marc, s'essayait à l'architecture, auteur notamment des églises de Campel, Sainte-Marie, Saint-Thual, La Bosse-de-Bretagne ou Bourg-des-Comptes, fief des Brossay-Saint-Marc.
En matière d'éducation, il est à l'origine de l'ensemble scolaire Saint-Vincent Providence de Rennes, d'abord situé à la Barre-Saint-Just dans les locaux de l'actuel lycée Jean-Macé, et sis actuellement rue de Paris, depuis la loi de séparation de l'Église et de l'État. Par ailleurs, il encourage l'ouverture d'écoles primaires tenues par les religieuses de Rillé, Paramé et Saint-Méen, ordres enseignants dont les maisons-mères se situent toujours dans l'archidiocèse de Rennes. Il suscite également la création du grand séminaire.
Dans le contexte du gallicanisme administratif français, il considère progressivement que l'unique voie de l'Église française est l'ultramontanisme, œuvrant pour que le pape retrouve son pouvoir temporel.
Brossay-Saint-Marc est l'artisan du retour des Carmes et Carmélites à Rennes, et son épiscopat voit la fondation de l'ordre des Petites Sœurs des pauvres, ainsi que la congrégation des Soeurs de l'Immaculée à Saint Méen-Le-Grand qu'il reconnaît le 28 août 1842.

### Cardinal (1875-1878)
Père conciliaire lors de Vatican I, il est élevé au cardinalat par le pape Pie IX lors du consistoire du 17 septembre 1875, mais ne peut participer au conclave des 18 et 20 février 1878 qui élit Léon XIII.

### Mort
Il meurt à Rennes le 26 février 1878, Godefroy Brossay-Saint-Marc est inhumé dans le chœur de la cathédrale Saint-Pierre, devant le maître-autel.

## Hommages
« Il possédait à un degré rare ce don de gauloiserie, qui est si apprécié dans le peuple et dont les presbytères de Bretagne entretiennent encore le culte… Quelqu’un s’étant permis de lui faire observer qu’il avait pris pour devise : « In omnibus caritas » (« La charité pour tous »), il répondit : « Je n’ai jamais promis de mettre tout le monde dans mon omnibus ! » »

En Bretagne, au moins cinq rues portent son nom.

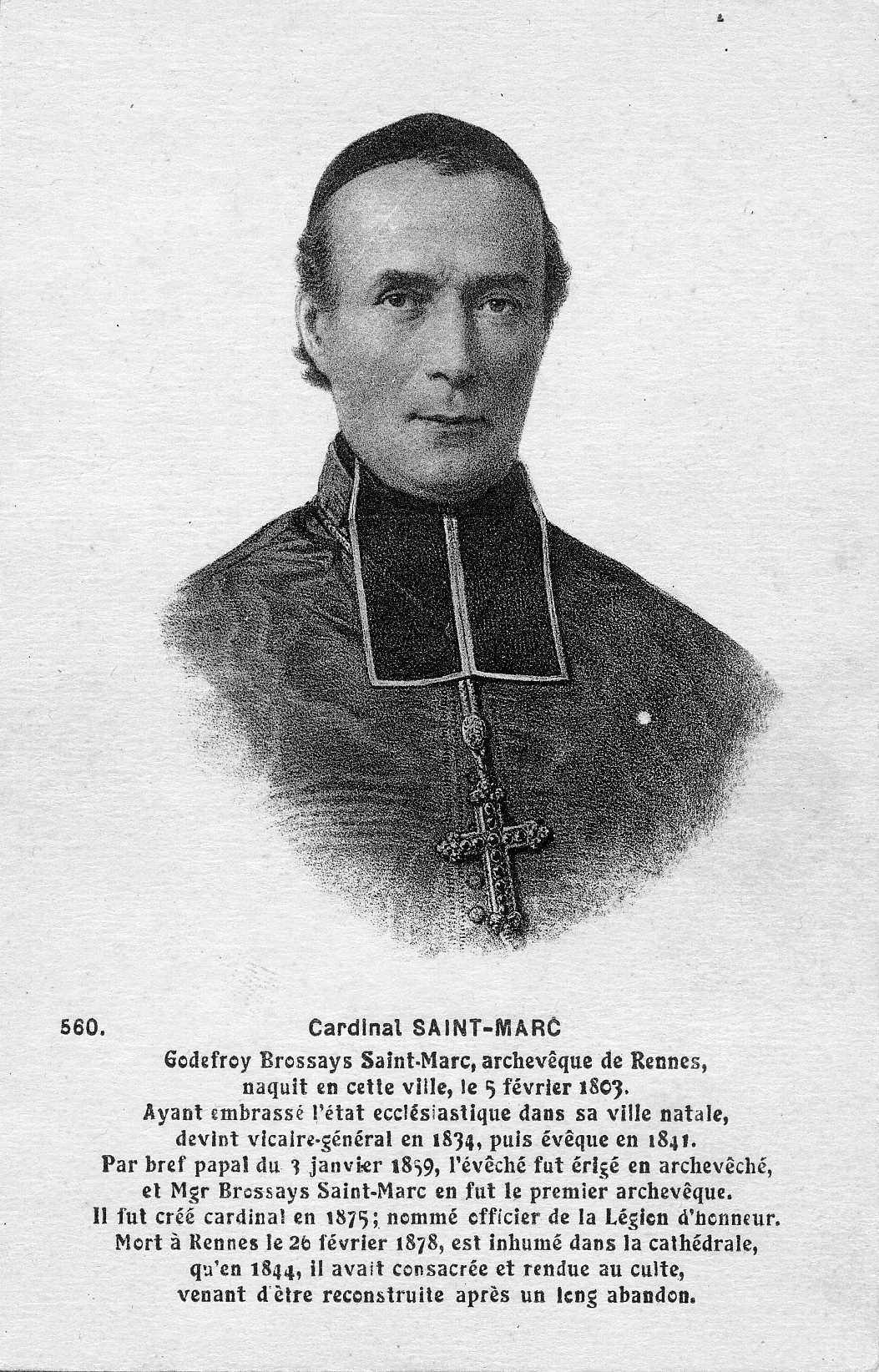
Godefroy Brossay-Saint-Marc, archevêque de Rennes.
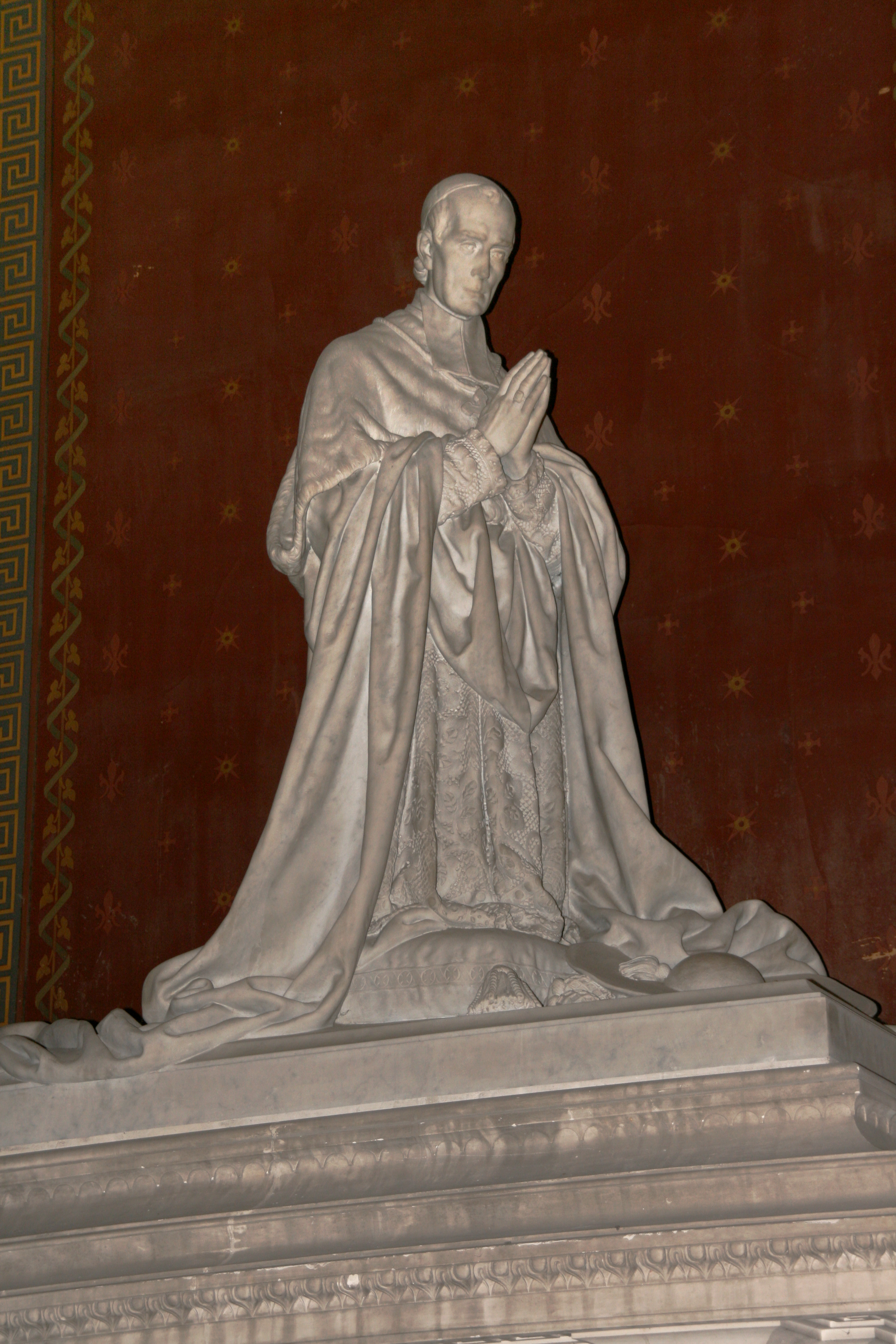
Statue de Brossay-Saint-Marc en la cathédrale Saint-Pierre de Rennes par Jean Marie Valentin[5].
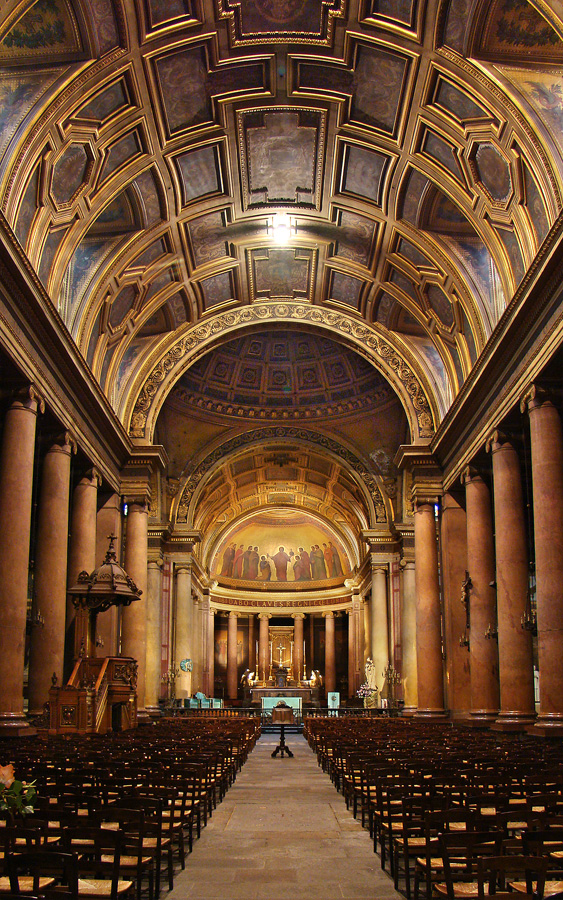
Intérieur de la cathédrale Saint-Pierre de Rennes.

## Armes

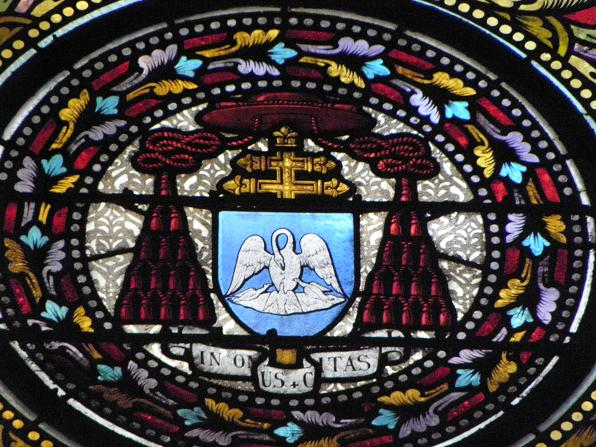
Armes de Godefroy Brossay-Saint-Marc sur un vitrail de la basilique Notre-Dame-de-Bonne-Nouvelle de Rennes.

D'azur au pélican avec sa pitié d'argent.

## Distinction
- Officier de la Légion d'honneur (14 juin 1857)[6]

### Sources et bibliographie
- François Duine, Bernard Heudré (dir.) et André Dufief (dir.), Souvenirs et observations de l’abbé François Duine, Presses universitaires de Rennes, coll. « Mémoire commune », 2009 (lire en ligne), « L’affaire de l’Oratoire et le clergé de Rennes », p. 53-68
- Chanoine Amédée Guillotin de Corson, Pouillé historique de l'archevêché de Rennes, Rennes, Fougeray et Paris, René Haton, 1880-1886, 6 vol. in-8o br., couv. impr. (disponible sur Gallica).
- Michel Lagrée Mentalités, religion et histoire en Haute-Bretagne au XIXe siècle : le diocèse de Rennes, 1815-1848, Paris, Klincksieck, 4e trimestre 1977, 492p.
- Jean Delumeau (dir.), Le diocèse de Rennes, Paris, Éditions Beauchesne, coll. « Histoire des diocèses de France », 1979, 319p., p. 209-214.
- Jean Meyer (dir.), Histoire de Rennes, Toulouse, Éditions Privat, coll. « Histoire des villes », 1984, 492p.
- Christophe Libeau, Godefroy, Cardinal Brossays-Saint-Marc. 1803-1878 : ambitions et limites de l’Église catholique en Ille-et-Vilaine au XIXe siècle, Université Haute-Bretagne, Rennes II, Alpha societas, 1994.
- Jean-François Gicquel, Le juriste malgré lui ou Les Dix Commandements du Droit concordataire selon Monseigneur Godefroy Brossays Saint-Marc - Esquisse d'une biographie juridique, Presses universitaires de Nancy, 2011.